# Томас Хюрлиман
Томас Хюрлиман (на немски: Thomas Hürlimann) е швейцарски писател, автор на романи, разкази, пиеси

## Биография
Томас Хюрлиман е роден и израства в Цуг. Полага матура и следва философия в Цюрихския университет, а от 1974 г. – в Свободния университет в Берлин. Прекъсва следването си и от 1978 до 1980 г. работи като асистент-режисьор и драматург в берлинския Шилеров театър. От 1980 г. е писател на свободна практика.
През 1985 г. Хюрлиман се завръща в Швейцария и дълго време живее в едно село край Ейнзиделн, кантон Швиц.
През есента на 1996 г. Томас Хюрлиман е гост-професор в Колеж „Дартмут“ (Dartmouth College), Ню Хампшър, САЩ. През 2000 и 2001 г. е три семестъра доцент в Немския литературен институт в Лайпциг.
След 2002 г. писателят отново живее в Берлин, а също в общността Валхвил, кантон Цуг.

## Творчество
Томас Хюрлиман дебютира през 1981 г. с разказа „Тесинчанката“ (Die Tessinerin). Към прозаичното творчество на писателя, който трайно се ангажира с новата история на Швейцария, спадат и преведените на български произведения „Градинската къща“ (Das Gartenhaus) (1989), „Големият котарак“ (Der große Kater) (1998) и „Госпожица Щарк“ (Fräulein Stark) (2001). Хюрлиман създава и множество театрални драми и комедии.
За писателското си дело Томас Хюрлиман получава редица награди и отличия. Първият му разказ „Тесинчанката“ е преведен на шест, а новелата „Градинската къща“ – на тринадесет езика.
Писателят е член на Немската академия за език и литература'' в Дармщат, на Академията на изкуствата, Берлин, на ПЕН клуба на Лихтенщайн, на Швейцарския съюз на писателите и на Баварската академия за изящни изкуства.

### Проза
- Die Tessinerin, Geschichten, 1981, 2016
- Das Gartenhaus, Novelle, 1989, 2001

Градинската къща, изд.: Пигмалион, Пловдив (2002), прев. Владко Мурдаров
- Die Satellitenstadt, Geschichten, 1992
- Das Holztheater. Geschichten und Gedanken am Rand, 1997
- Der große Kater, Roman, 1998

Големият котарак, изд.: Пигмалион, Пловдив (2005), прев. Владко Мурдаров
- Fräulein Stark, Novelle, 2001

Госпожица Щарк, изд.: Пигмалион, Пловдив (2003), прев. Владко Мурдаров
- Himmelsöhi, hilf! Über die Schweiz und andere Nester, 2002
- Vierzig Rosen, Roman, 2006
- Der Sprung in den Papierkorb. Geschichten, Gedanken und Notizen am Rand, 2008
- Dämmerschoppen. Geschichten aus 30 Jahren, 2009

### Драма
- Großvater und Halbbruder, Ein Theaterstück, 1981
- Stichtag, 1984
- Stichtag. Großvater und Halbbruder, 2 Theaterstücke, 1984
- Lymbacher, Komödie, 1990
- Der letzte Gast, Komödie, 1991
- Der Gesandte, 1991
- De Franzos im Ybrig, Komödie, 1991
- Innerschweizer Trilogie: De Franzos im Ybrig. Komödie – Dämmerschoppen. Novelle – Lymbacher, nach Inglin. Stück, 1991
- Güdelmäntig, Komödie, 1993
- Der Franzos im Ybrig, Komödie, 1995
- Mark A. Carleton, Ein Stück, 1996
- Das Lied der Heimat, Stück, 1998
- Das Lied der Heimat, Alle Stücke, 1998
- Stichtag, Oper, 1998
- Das Einsiedler Welttheater, Nach Calderón de la Barca, 2000
- Synchron, 2002
- Das Einsiedler Welttheater 2007, Nach Pedro Calderón de la Barca, 2007
- Das Luftschiff – Komödie einer Sommernacht, 2015

## Награди и отличия
- 1981: „Литературна награда „Аспекте““ für Die Tessinerin
- 1982: „Рауризка литературна награда“ für Die Tessinerin
- 1990: „Литературна награда на Швейцарската Фондация „Шилер““ за отделна творба (Das Gartenhaus)
- 1990: „Награда на Югозападното радио“
- 1992: „Берлинска литературна награда“
- 1992: „Награда Марилуизе Флайсер“ на град Инголщат
- 1992: Innerschweizer Literaturpreis
- 1995: „Вайлхаймска литературна награда“
- 1997: „Литературна награда на Фондация „Конрад Аденауер““
- 1998: „Литературна награда на Золотурн“
- 2001: „Награда Йозеф Брайтбах“
- 2003: „Награда Жан Паул“[2]
- 2007: „Награда на Швейцарска Фондация „Шилер““ за отделна творба (Vierzig Rosen)
- 2007: „Награда на ЛитераТур Норд“
- 2007: „Награда Щефан Андрес“ für Vierzig Rosen und das Gesamtwerk
- 2008: Caroline-Schlegel-Preis für seinen Essay Über die Treppe
- 2010: Herbert-Haag-Preis
- 2011: Ludwig-Mülheims-Theaterpreis
- 2012: „Награда Томас Ман“ на град Любек[3]
- 2014: „Награда Хуго Бал“ на град Пирмазенс
- 2014: „Алеманска литературна награда“
- 2015: Zentralschweizer Theaterpreis, für das Stück Das Luftschiff – Komödie einer Sommernacht[4]
- 2016: Ehrendoktor der Universität Basel